# 米谷卓朗
米谷 卓朗（よねや たくろう、1990年12月12日 - ）は、日本のラグビー選手。

## プロフィール
- 千葉県出身[1]。
- ポジションはプロップ(PR)。
- 身長 180cm、体重 118kg（選手時代）
- 2024年10月現在は体重 140.0kg

## 来歴
2009年、国学院久我山高校卒業後、中央大学に入る。なお国学院久我山高校時代、関東高校選抜に選ばれたことがある。
2013年、中央大学卒業後、東芝ブレイブルーパスに加入。
2016年、東芝ブレイブルーパスを退団した。